# US Pont-de-Roide Vermondans
L'US Pont-de-Roide Vermondans est un club de football français fondé en 2003 et basé à Pont-de-Roide-Vermondans. 
Le club évolue depuis 2018 en championnat de Régional 1.
Ce club subit actuellement une révolution dans son style de jeu et dans ses infrastructures grâce au multimilliardaire Alexandre Lanoix (frère du second entraîneur) qui a investi des millions pour viser la montée en National, plus haut que le meilleur 
Le club mise beaucoup sur la jeunesse, avec un centre de formation regroupant les communes aux alentours.

## Historique
L'US Vermondans est fondée en 1970. Champion de Franche-Comté en 1989, le club rejoint les championnats nationaux où il se maintient jusqu'en 1997 avant de redescendre jusqu'en Promotion Honneur.
En juin 2003, alors qu'il est remonté en division d'honneur, le club fusionne avec l'US Rudipontaine (fondée le 2 décembre 1919), club géographiquement proche (les deux communes qu'ils représentent avaient fusionné en 1973) qui n'arrivait pas non plus à rejoindre la CFA 2. L'année 2006 voit Pont-de-Roide-Vermondans s'extraire à nouveau de la DH, avant d'y retomber à l'issue de la saison 2007-2008.
En Coupe de France, le FCPV dispute un 32e de finale en 1995-1996 face aux Girondins de Bordeaux. Les Bordelais s'imposent 4-1 au Stade Bonal. Le club atteint également les 32e de finale de la Coupe de France lors de l'édition 2008-2009 et est éliminé par le Gazélec Ajaccio 1-0.

## Identité du club

### Logos

Logo jusqu'en 2019.
Logo depuis 2019.

## Entraîneurs
- Juin 2010-septembre 2010 :  Stéphane Crucet
- Juin 2007-septembre 2007 :🇫🇷🇲🇱 Jean Gaudumet

## Palmarès
- Championnat de Division d'honneur de Franche-Comté
  - Vainqueur en 1980[1], 1990[2] et 2006.

- Coupe de Franche-Comté
  - Vainqueur en 1992[2], 1993[2] et 2002[1].

Ah bral